# Battle főfelügyelő
Battle főfelügyelő, nyomozó Agatha Christie regényeiben. Az egyetlen olyan rendőrségen dolgozó nyomozó (ráadásul nem is akármilyen rendőrségen, a Scotland Yardon), aki nemcsak a főhős segítőjeként van a helyszínen, hanem ki is nyomozza az ügyet.
Battle főfelügyelőnek egyik jellegzetessége, hogy gyakran önmaga is áthágja a törvényes határokat, hogy kinyomozza a gyilkost (betör, lop, titkos törvényességi egyletet alapít) Továbbá rendkívül nyugodt természet, akkor is megőrzi a nyugalmát, ha rájönnek valamely elkövetett szabálysértésére, ezenkívül nagyon ritkán lehet érzelem nyilvánításon kapni (ez egyedül Lady Eileen Brent-nek vagy ahogy a történetekben hívják Bundle-nek sikerült). Ezenkívül a történetekben főszereplőhöz képest nem jelent meg gyakran, csak amikor tényleg szükség van rá, de a végén mindig felfedi a bűntény részleteit. Gyakran maga is bűnözőnek tetteti magát, hogy a gyilkost félrevezesse.
Ő az egyetlen Christie-nyomozó, aki csak néhány regényben szerepel, de nem kap novellákban kiegészítést.
Legismertebb megformálója filmekben: Harry Andrews.
Mivel nem volt túl népszerű, ezért a képernyőn csak egy filmben (A Hét Számlap rejtélye) találkozhatunk vele, a többi filmfeldolgozásban Miss Jane Marple-re, vagy Monsieur Hercule Poirot-ra cserélték[forrás?] a Scotland Yard főfelügyelőjét.
A következő regényekben szerepelt:
- Királyok és kalandorok (1925)
- A Hét Számlap rejtélye (1929)
- Nyílt kártyákkal (1936)
- Gyilkolni könnyű (1939)
- Éjféltájt (1944)